# 高鍋站
高鍋站（日语：／ Takanabe eki */?）是位於宮崎縣兒湯郡高鍋町大字蚊口浦，九州旅客鐵道（JR九州）的日豐本線車站。事務管號碼為▲920565。此站為高鍋町中心車站，所有列車停站。全日共有三班區間車（周末為四班）於此站折返往宮崎方向。車站位於町東邊，靠近海邊，距離中心約2公里。此站曾由JR九州服務支援管理的業務委託車站，2023年10月1日由JR九州直接管理，成為直營站。設有綠色窗口。

## 車站構造

### 站房
設有木建站房一座，為第二代站房，1947年因首代站房被炸毀後而重建，採用典型的國鐵鄉郊式站房。中央為玄關位及車站入口，前方有屋簷及欄柵。進站後，左側為售票大堂，設有自動售票機及售票窗口；右側為偌大的候車大堂，設有多張候車座椅及自動售賣機，亦可改成作為展銷場地之用。而候車大堂最內另有一間房，現時被闢作「車站琴室」（ ♯ at Takanabe 駅），內設有一座三角鋼琴及其他設施，可供任何人使用。中央為驗票口，通過後可沿行人天橋通往月台。

### 月台
設有島式月台一座。
曾經此站附近設有釀酒廠（寶酒造側線。
| 月台 | 路線      | 上下行 | 方向                                                 | 備註                |
| ---- | --------- | ------ | ---------------------------------------------------- | ------------------- |
| 1    | ■日豐本線 | 上行   | 延岡、大分、小倉、博多方向                           | 除每天2班特急列車外 |
| 2    | ■日豐本線 | 上行   | 大分、小倉、博多方向                                 | 每天2班特急列車     |
| 2    | ■日豐本線 | 下行   | 宮崎、南宮崎、宮崎機場、田野、西都城、鹿兒島中央方向 | 全部班次            |

## 歷史
- 1920年9月11日：鐵道省宮崎本線廣瀨站～本站開通，為終點站[5]。
- 1921年6月11日：宮崎本線由本站伸延至美美津，改為中途站[6]。
- 1945年7月16日：空襲下車站大樓與站內設施全部燒毀，小丸川橋樑倒塌（7月27日橋粱重開）。
- 1947年：車站大樓重建[1]。
- 1987年4月1日：國鐵分割民營化，車站由九州旅客鐵道（JR九州）營運。
- 1996年6月1日：隨宮崎綜合鐵道事業部（日语：宮崎総合鉄道事業部）成立，車站從大分分社（日语：九州旅客鉄道大分支社）改為鹿兒島分社（日语：九州旅客鉄道鹿児島支社）管理。
- 2022年4月1日：隨宮崎綜合鐵道事業部改組，並且昇格為宮崎支社（日语：九州旅客鉄道宮崎支社），車站管理權由宮崎支社承繼[7]。
- 2023年10月1日：昇格為直營站[8]。

## 使用狀況
在2023年度，1日平均乘車人次為774人。
| 年度   | 1日平均 乘車人次 |
| ------ | ---------------- |
| 1996年 | 1,041            |
| 1997年 | 1,041            |
| 1998年 | 1,021            |
| 1999年 | 1,043            |
| 2000年 | 1,033            |
| 2001年 | 974              |
| 2002年 | 909              |
| 2003年 | 889              |
| 2004年 | 926              |
| 2005年 | 954              |
| 2006年 | 936              |
| 2007年 | 921              |
| 2008年 | 896              |
| 2009年 | 868              |
| 2010年 | 842              |
| 2011年 | 857              |
| 2012年 | 866              |
| 2013年 | 909              |
| 2014年 | 860              |
| 2015年 | 844              |
| 2016年 | 799              |
| 2017年 | 792              |
| 2018年 | 811              |
| 2019年 | 789              |
| 2020年 | 679              |
| 2021年 | 712              |
| 2022年 | 734              |
| 2023年 | 774              |

## 車站周邊
- 小丸川（日语：小丸川） - 此站北邊的河口，日豐本線在河口附近設有橋粱跨越。
- 蚊口濱
- 高鍋古墳
- 南九州化學工業
- 高鍋站前郵局
- 高鍋保健所
- 高鍋年金事務所
- 宮崎縣立高鍋高等學校（日语：宮崎県立高鍋高等学校） - 距離此站1公里以上，於國道10號西邊。

## 相鄰車站
九州旅客鐵道
■日豐本線
- 特急「日輪」「日輪喜凱亞」「日向」停車站。

川南－高鍋－日向新富

## 外部連結
- JR九州高鍋站 （页面存档备份，存于）